# جزيرة أبو مال (ميدي)

تعديل مصدري - تعديل

جزيرة أبو مال هي إحدى جزر مديرية ميدي التابعة لمحافظة حجة.